# Śmigiel
Śmigiel (udtale: [ˈɕmiɡʲɛl])  er en by i den sydvestlige del af  voivodskabet Storpolen i  den vestlige centrale del af Polen. Byen  har 5.648(2021) indbyggere og et areal på 5,2 km², og er en del af powiatet Kościan.

## Historie
Śmigiel fik byrettigheder i 1415 eller måske tidligere. Det var en privat by af polsk adel, administrativt beliggende i powiat Kościan  i Poznań voivodskab i Provinsen Storpolen i Kongeriget Polen. Den blev annekteret af Kongeriget Preussen i Polens anden deling i 1793. Efter den vellykkede Storpolske opstand i 1806 blev den genvundet af polakker og inkluderet i det kortvarige Hertugdømmet Warszawa. Den blev genannekteret af Preussen i 1815 og inkluderet i Tyskland i 1871. Mens en del af Preussen og Tyskland blev byen administreret i Kreis Schmiegel i Storhertugdømmet Posen. Da Polen genvandt uafhængighed efter 1. verdenskrig i 1918, blev byen reintegreret med Polen, og lokale polakker sluttede sig til Den storpolske opstand (1918-19), hvis formål var at reintegrere hele regionen Storpolen med den genfødte stat. Blandt oprørerne var fremtidige borgmestre Władysław Pioch og Maksymilian Stachowiak.